# 杨钊煊
杨钊煊（1995年2月11日—），中国女子网球运动员。她于2014年深圳公开赛完成自己的WTA巡回赛首秀，曾获得2018年亚洲运动会网球比赛女子双打金牌。